# Jarosław Lach
Jarosław Lach (ur. 12 listopada 1960) - polski gitarzysta, kompozytor, autor tekstów. Wchodził w skład zespołów Aya RL i Hak. Pochodzi z Nysy.

## Instrumentarium
- syntezator gitarowy Roland G-707 (srebrny) - na albumie Aya RL (czerwona)
- kontroler Roland GR-700 - na albumie Aya RL (czerwona)

## Dyskografia

### Aya RL
- 1985: Aya RL (czerwona)
- 1994: Nomadeus
- 1996: Calma
- 1998: Change in Form

### Hak
- 1994: Mała dziewczynka (kompilacja)

### Inne
- 1997: Wesołych Świąt (kompilacja)

## Filmografia
- 1986 - Fala (film dokumentalny o Festiwalu w Jarocinie; reż. Piotr Łazarkiewicz) - jako on sam; z zespołem Aya RL